# Baiazet II
Baiazet II (Demòtica, Tràcia, gener o febrer de 1448 - 26 de maig de 1512) va ser soldà de l'Imperi Otomà de 1481 a 1512. Com el seu pare, Baiazet II va ser un mecenes de les cultures orientals i occidentals i, s'implicà en el correcte funcionament de la política interior guanyant-se l'epítet de "El Just". Les campanyes per conquerir la península del Peloponès, en poder dels venecians, foren degudes al fet que la considerava com una regió clau per afermar el control naval otomà a la Mediterrània oriental.

## Joventut
Era fill del soldà Mehmet II i Gulbahār Khātun, una grega ortodoxa de sang noble. Sota el seu pare fou governador d'Amasya i va participar en la guerra contra Uzun Hasan dels ak koyunlu lluitant en la batalla d'Otluk Beli el 1473.

## Successió
A la mort del pare va esclatar un conflicte per la successió amb el seu germà Djem, governador de Karaman amb seu a Konya. Va triomfar sobre el seu germà a la batalla de Yenishehir (juny de 1481) i Djem va fugir a Síria i després a Egipte. Amb suport del sultà mameluc Kaitbay va reunir noves forces però va fracassar i es va refugiar a Rodes (juliol de 1482) amb els cavallers que el van enviar a França (setembre). Mentre Djem va ser viu (va morir el febrer de 1495) no va poder actuar amb llibertat per temor a una invasió del país amb suport occidental.

## Primeres campanyes
El 1483 va conquerir l'Hercegovina; a la campanya moldava del 1484 va conquerir la fortalesa de Kilia (a l'estuari del Danubi) i Akkerman (a la desembocadura). Entre 1485 i 1491 es va fer la campanya d'Egipte, a Cilícia, poc afortunada ja que van patir diverses derrotes i especialment a la batalla d'Agha Čayru prop d'Adana (agost del 1488) fins que el 1491 es va signar la pau.
El 1492 va iniciar una ofensiva a Bòsnia fins a 1495, passant el Danubi i el Save i entrant als ducats austríacs d'Estíria, Carniola i Caríntia. Derrotats els otomans a Villach (1492) van triomfar en canvi sobre les forces croates a Adbina (1493); finalment el 1495 es va signar una treva amb Hongria.
El 1497 Polònia va començar una campanya per arribar a la mar Negra, i va ocupar Kilia i Akkerman, sotmetent Moldàvia. Però els moldaus, amb suport de Baiazet, van oferir resistència i van acabar rebutjant als polonesos a la fortalesa de Suceava i en la retirada els polonesos foren derrotats a Kozmin a la Bukovina (octubre de 1497); els ghazis otomans, amb suport de moldaus i tàrtars, van passar a l'ofensiva i van assolar Podòlia i Galítzia (estiu del 1498); un segon atac a Galítzia a la tardor fou rebutjat a causa dels temporals de neu. El 1499 Polònia i Moldàvia van signar la pau i tot seguit es va concertar una treva entre Polònia i els otomans.

## Guerra amb Venècia
Baiazet es va dedicar a reforçar la seva artilleria i la flota, construint gran nombre de vaixells als ports dels mars Egeu i Adriàtic. L'amenaça sobre els enclavaments venecians a Morea, Albània i Dalmàcia, començada pels ghazis, va tenir com a resposta la presència de mercenaris grecs, cretencs i albanesos. Finalment Baiazet va declarar la guerra a la República de Venècia el 1499. Rebutjada la flota veneciana cap a Zante, Lepant va caure en mans dels turcs l'agost de 1499. Fins i tot es van fer incursions al Friule, i van arribar fins a Vicenza. A Morea les fortaleses de Modó, Coró i Navarino es van rendir als otomans el 1500 després de la derrota veneciana a la batalla naval de Zonklon i a Albània es va rendir Durazzo (1501). Venècia va demanar la pau el 1502 i per un acord final signat el 1503 va renunciar a Lepant, Modó, Coró, Navarino i Durazzo.

## Relacions amb els safàvides
El 1499 Ismail I havia començat l'establiment del poder safàvida xiïta a Pèrsia. El 1502 Baiazet va ordenar la deportació dels xiïtes de l'Àsia Menor cap a Morea i va reforçar les guarnicions de la frontera oriental. El 1507/1508 Ismail I en guerra contra l'emir Ala al-Dawla d'Elbistan, va ocupar el Diyar Bakr i part del Kurdistan. El 1511 va esclatar una revolta xiïta a Tekeoğulları; els rebels van saquejar Kutahya i van avançar cap a Brusa, però foren rebutjats per forces otomanes superiors en nombre i derrotats completament entre Kayseri i Sivas (estiu del 1511). En aquesta guerra va morir el cap rebel Shah Kuli, però també el gran visir otomà Ali Pasha.

## Guerres de successió
Els dos fills de Baiazet, Ahmed (governador d'Amasya) i Selim (governador de Trebisonda) aspiraven a la successió (el fill gran Korkud, no tenia suports i estava apartat de la cursa per succeir al pare). El 1511 Selim va fugir cap a Kaffa a Crimea, on va obtenir el suport del kan tàrtar, va creuar el Danubi amb les forces que li eren lleials i va exigir del seu pare el govern d'una província als Balcans. En aquell moment el sultà estava ocupat amb la revolta de Shah Kuli i va accedir a la petició, i per mitjà d'un tractat li va concedir el govern de la província de Semèndria. Selim tenia por que el gran visir Ali Pasha, en cas de triomfar sobre els rebels xiïtes, pogués posar al tron a Ahmed, i en previsió va avançar cap a Adrianòpolis on residia Baiazet, que es va retirar cap a Istanbul i es va aturar a Ughrashderesi prop de Corlu; els geníssers van restar lleials al vell sultà i el 3 d'agost de 1511 Baiazet va derrotar Selim, que va haver de fugir cap a Crimea.
Llavors Ahmed va avançar cap a Istanbul esperant creuar els estrets i esdevenir sultà, però disturbis a la capital provocats pels geníssers (que tot i restar lleials a Baiazet eren favorables a Selim i no acceptaven a Ahmed), el van fer dubtar i finalment va decidir establir el seu poder a l'Àsia Menor i entrar així en rebel·lió oberta contra el seu pare. En aquestes condicions Baiazet va cridar Selim, que era a Kaffa, i li va retornar la província de Semèndria. Ara el temor de Baiazet era una possible aliança entre Ahmed i Ismail I. Els geníssers pressionaven i finalment Baiazet II va abdicar a favor de Selim l'abril del 1512. El sultà es va retirar a Demòtica però va morir durant el viatge (26 de maig de 1512).